# Babaheydar
Babaheydar , även Bābā Ḩeydar, (persiska: بابَ هَيدَر, بابا حيدر) är en ort i Iran. Den ligger i provinsen Chahar Mahal och Bakhtiari, i den centrala delen av landet, 400 km söder om huvudstaden Teheran. Babaheydar ligger 2 237 meter över havet och antalet invånare är 10 922.
Terrängen runt Babaheydar är huvudsakligen kuperad, men åt sydväst är den bergig. Babaheydar ligger nere i en dal. Runt Babaheydar är det ganska glesbefolkat, med 40 invånare per kvadratkilometer. Närmaste större samhälle är Fārsān, 11,6 km sydost om Babaheydar. Trakten runt Babaheydar består i huvudsak av gräsmarker.